# Augusto Vera
Augusto Vera (Amelia, 4 maggio 1813 – San Giorgio a Cremano, 13 luglio 1885) è stato un filosofo e politico italiano.
Fu senatore del Regno d'Italia nella XIII legislatura.

## Biografia
Nato in provincia di Terni, compì i suoi studi alla Sapienza di Roma, terminandoli alla Sorbona di Parigi. Mostrò subito un immenso talento per l'insegnamento, caratterizzato da lucidità di esposizione e genuino spirito filosofico, reggendo dal 1839 al 1850 svariate cattedre in città importanti della Francia e della Svizzera.
Il colpo di Stato di Napoleone III lo costrinse nel 1851 a rifugiarsi in Inghilterra a causa delle sue idee eterodosse. Qui intraprese la stesura in francese dell'Introduzione alla filosofia di Hegel.
Tornò in Italia nel 1859, riuscendo a diventare il più geniale e originale comunicatore del pensiero hegeliano, insegnando storia della filosofia dapprima all'Accademia scientifico-letteraria di Milano, grazie all'appoggio di Terenzio Mamiani, e poi dal 1861, su invito di Francesco De Sanctis, all'Università di Napoli.
In Italia continuò a intrattenere scambi fecondi con la Società Filosofica di Berlino e con gli ambienti hegeliani tedeschi e francesi. Dal 1883 divenne socio nazionale dell'Accademia dei Lincei.
Fu suo fedelissimo allievo Raffaele Mariano.

## Pensiero
Fu durante i suoi studi con Victor Cousin a Parigi che Vera arrivò a conoscere la filosofia, risentendo fortemente dell'hegelismo allora in voga, di cui diventerà in Italia promotore indiscusso.
Si deve infatti ad Augusto Vera il risveglio in Italia dell'interesse per la filosofia idealista tedesca ed hegeliana in particolare, anche se egli godette di maggior fortuna all'estero, mentre ebbe un influsso molto minore in patria rispetto a quello esercitato ad esempio dai lavori di Bertrando Spaventa. A differenza di quest'ultimo, infatti, che reinterpretò il pensiero di Hegel in chiave critica, Vera si mantenne sostanzialmente fedele al dettato ortodosso della dottrina hegeliana.
Nelle sue opere, che esaltano la capacità di Hegel nel collegare ogni aspetto della realtà in un sistema organico, prevale l'attenzione per il problema religioso: Vera interpreta l'Idea logica hegeliana in senso trascendente, come il Dio della tradizione cattolica, venendo per questo accostato in certa misura alla Destra Hegeliana in Germania, sebbene una tale lettura possa apparire una forzatura.
Centrale è il primato dell'Idea, che si articola nella storia come organismo spirituale, e per attingere la quale occorre trascendere la natura. L'Idea esiste bensì anche nelle piante e negli animali, ma in maniera incosciente; solo nell'essere umano essa giunge a pensarsi come idea, divenendo in tal modo storia, e rendendo possibile anche il progresso delle entità collettive di individui che sussistono come nazione.
(Augusto Vera, da Introduzione alla filosofia della storia, cap. VII, pag. 325, Le Monnier, Firenze, 1869)
In Francia, la sua Introduzione alla filosofia di Hegel ha influenzato, in particolare, Gustave Flaubert nella stesura di Bouvard e Pécuchet.
In Italia invece è stato determinante per aver stimolato, insieme a Bertrando Spaventa, la nascita dell'idealismo italiano di Benedetto Croce e Giovanni Gentile.

## Opere
La sua opera filosofica più famosa in italiano è Il problema dell'Assoluto. Si dedicò anche a tematiche giuridiche e politiche su Cavour, del quale aveva sostenuto le scelte politiche, con Libera Chiesa in libero Stato, in cui attribuiva il ritardo del processo di rinnovamento liberale in Italia alla mancanza, durante il suo Rinascimento, di una Riforma luterana come quella d'oltralpe.

### Tesi in latino
- Platonis, Aristotelis et Hegelii: de medio termino doctrina. Quaestio philosophica, Parigi 1845

### Opere in francese
- Problème de la certitude, tesi presentata alla Faculté des Lettres, Parigi 1845
- Introduction a la philosophie de Hegel, Parigi-Londra 1855
- L'hégélianisme et la philosophie, Parigi 1861
- Mélanges philosophiques, Parigi 1862
- Essais de philosophie hégélienne: La peine de mort. Amour et philosophie. Introduction à la philosophie de l'histoire, Parigi, Éd. Germer Baillière, coll. «Bibliothèque de philosophie contemporaine», 1864
- Introduction a la philosophie de Hegel, Parigi 1864
- Cavour et l'Église libre dans l'État libre, Napoli-Parigi 1874

#### Traduzioni in francese
- Georg Wilhelm Friedrich Hegel, Logique, Parigi 1859
- Hegel, Philosophie de la Nature, Parigi 1863-1866
- Hegel, Philosophie de l'Esprit, Parigi 1869
- David Friedrich Strauß, L'ancienne et la nouvelle foi, Napoli 1873
- Hegel, Philosophie de la religion, Parigi 1876-1878

### Opere in italiano
- Amore e filosofia: orazione inaugurale detta dal professore Augusto Vera nel solenne riaprimento dell'Accademia, Milano 1861
- La pena di morte, Parigi-Napoli 1863
- Prolusioni alla storia della filosofia e alla filosofia della storia, Parigi-Napoli 1863
- Ricerche sulla scienza speculativa e sperimentale a proposito delle dottrine del Calderwood e del prof. Ferrier, Parigi-Napoli 1864
- Introduzione alla filosofia della storia: lezioni, raccolte e pubblicate da Raffaele Mariano, Firenze 1869
- Il Cavour e libera Chiesa in libero Stato, Napoli 1871
- Problema dell'assoluto, Napoli 1872
- Platone e l'immortalità dell'anima, Napoli 1881
- Saggi filosofici, Napoli 1883

### Opere in inglese
- An inquiry into speculative and experimental science, with special reference to mr. Calderwood, Londra 1856
- Introduction to Speculative Logic and Philosophy, St Louis 1875